# Psychocampa belaria
Psychocampa belaria är en fjärilsart som beskrevs av William Schaus 1928. Psychocampa belaria ingår i släktet Psychocampa och familjen Mimallonidae. Inga underarter finns listade i Catalogue of Life.